# Saint-Même-le-Tenu
Saint-Même-le-Tenu è un comune francese soppresso del dipartimento della Loira Atlantica nella regione dei Paesi della Loira. Dal 1º gennaio 2016 si è fuso con il comune di Machecoul per formare il nuovo comune di Machecoul-Saint-Même di cui è divenuto comune delegato.

## Società

### Evoluzione demografica
Abitanti censiti